# 법무법인 민후
법무법인 민후는 대한민국의 로펌이다. 김경환 변호사에 의해 2011년 9월 설립됐고, 2014년 4월 법무법인으로 조직을 개편했다.
월차, 안식주 제도, 난임 여자변호사를 위한 특별휴가 제도를 시행하고 있는데, 이로 인해 대한변호사협회로부터 2016년 일과 가정 양립 법조문화상에 선정됐다.

## 같이 보기
- 대한민국의 로펌